# Kanton Saint-Claude (Guadeloupe)
Der Kanton Saint-Claude war ein Wahlkreis im französischen Übersee-Département Guadeloupe. Er umfasste ausschließlich die Gemeinde Saint-Claude.